# Шелби (Небраска)
Шелби (енгл. Shelby) град је у америчкој савезној држави Небраска.

## Демографија
По попису из 2010. године број становника је 714, што је 24 (3,5%) становника више него 2000. године.
| Група             | 2000.       | 2010.       |
| Белци             | 671 (97,2%) | 617 (86,4%) |
| Афроамериканци    | 1 (0,1%)    | 1 (0,1%)    |
| Азијати           | 2 (0,3%)    | 1 (0,1%)    |
| Хиспаноамериканци | 11 (1,6%)   | 87 (12,2%)  |
| Укупно            | 690         | 714         |